# Istocheta torrida
Istocheta torrida là một loài ruồi trong họ Tachinidae.